# Плісецька Ганна Олександрівна
Ганна Олександрівна Плісецька (нар.. 18 серпня 1971) — російська балерина, хореографиня та акторка з династії Плісецьких — Мессерерів.

## Життєпис
Ганна Плісецька народилася в Москві, 18 серпня 1971 року в родині артистки Великого театру Маріанни Сєдової та балетмейстера Олександра Плісецького, сина Рахілі Мессерер, в минулому зірки німого кіно. Племінниця Майї Плісецької.
Дитинство пройшло в Латинській Америці, та Лімі (1974—1976), де її батько був засновником балету при Університеті Сан-Маркос та в Буенос-Айресі (1976—1978) (Аргентина).
У трирічному віці з'явилася на екрані у фільмі-балеті Маргарити Піліхіної «Анна Кареніна».
У 1984 році на екрани вийшов фільм «Мері Поппінс, до побачення», де вона виконала роль Джейн Бенкс.

### Початок шляху
У 1989 році Ганна Плісецька закінчила Академію балету імені А. Я. Ваганової в Санкт-Петербурзі (педагоги: Марина Васильєва, Лідія Гончарова та Людмила Морковіна).
У 1989 році після закінчення академії в Маріїнському театрі (1989—1995) виконувала сольні партії в репертуарі театру. Дебютом став виступ на телемарафоні «Санкт-Петербург-відродження» («Бачення троянди», з Андрісом Лиєпою, 1991), за участю світових зірок: Ієгуді Менухіна, Наталії Макарової, Максиміліано Гуерра, Хосе Антоніо, які приїхали, щоб допомогти разом з зірками балету Маріїнського театру місту Санкт-Петербург, який на той час повернув своє історичне ім'я. З театром брала участь у гастрольних турне містами Японії, Південної Кореї та США.
У 1992 році Олександр Бєлінський випустив фільм «Остання тарантела», де Ганна виконала роль Ніни.
З 1993 по 1996 роки навчилася в Петербурзькій консерваторії, отримавши ступінь бакалавра на кафедрі режисури та сценарної драматургії.
З 1992 по 1994 рік Ганна Плісецька була солісткою трупи Моріса Бежара (Лозанна, Швейцарія), з якою гастролювала містами Ізраїлю, Італії, Англії, Бельгії, Іспанії, Франції, Німеччини.
З 1995 по 2006 роки виступала, як запрошена співачка в гастрольних спектаклях і програмах Фінляндії, Іспанії, Японії («Dream Creation I, II»), Сінгапурі.
У 2000 та 2003 роках разом з колективом ДЦКЗ «Росія» та Марією Мульяш, створювала програми, які втілюють ідею розвитку обдарованих і професійних дітей, у сфері музики, балету, опери та циркового мистецтва, яким давали таку можливість, запрошені для цієї ідеї: Максим Дунаєвський, Едуард Грач, Григорій Ковалевський. Коли головного редактора залу, Марії Мульяш не стало, всі артисти, які любили її, присвятили їй концерт (2009).
У 2001—2004 роках закінчила Міжнародну академію бізнесу та управління, отримавши спеціальність менеджмент організації.
З 2006 року Ганна бере участь у кількох театральних антрепризах, зіграла роль Єлизавети Павлівни Тверської (Бетсі) у виставі «Анна Кареніна»
У 2007 році піаніст Данило Крамер та Ганна Плісецька створили джазову програму, в якій поєднувались різні музичні напрямки з балетом. Прем'єра вистави «Місто очима джазу» відбулася в залі Петра Чайковського. А потім був випущений фільм про історію створення вистави. Ця вистава випускалася і в камерному варіанті, з музичними та вокальними номерами.

## Балетний репертуар
- Еффі в балеті «Сильфіда», балетмейстер Август Бурнонвіль, музика Германа Северина фон Левенскольда, педагог Наталія Спіцина, Маріїнський театр, (перший спектакль 1991)[12]
- у балеті «Дон Кіхот» на музику Людвіга Мінкуса: Вулична танцівниця, Мерседес, балетмейстер Олександр Горський, педагог Ольга Ченчикова, Циганський (в Маріїнському, у постановці Ніни Анісімової), педагог Іраїда Утрецькая, у сольному виконанні, в постановці Касьяна Голейзовського на музику Валерія Желобинського, педагог Маріанна Сєдова, Маріїнський театр, Імперський балет (Токіо), (прем'єри 1989, 1991, 1994, 1997)
- Мирта в балеті «Жизель», Маріус Петіпа, музика Адольфа Адана, педагог Алла Шелест, Казанський театр, (перший спектакль 1991)
- Російська принцеса, Неаполітанський, Угорська принцеса в балеті «Лебедине озеро» Льва Іванова, Асафа Мессерера, музика Петра Чайковського, педагоги Алла Шелест, Галина Кекішева, КЗ «Жовтневий», зал «Росія», Маріїнський театр, Класичний балет, (прем'єри 1989, 1991, 1994, 1995)
- Дзвіночки в балеті «Бахчисарайський фонтан», балетмейстер Ростислав Захаров, на музику Б. Асаф'єва, педагог Нінель Кургапкіна, Галина Кекішева, Маріїнський театр, (прем'єри 1989, 1991, 1994)
- Ширін, «Легенда про кохання», Юрія Григоровича, на музику А. Д. Мелікова, педагог Наталія Большакова, концертне виконання
- Ніна, у фільмі Олександра Бєлінського «Остання тарантела», балетмейстер Олег Ігнатьєв, композитор Олексій Коган, педагог Наталія Большакова
- Pas de deux з балету «Фестиваль квітів», Августа Бурнонвіля, музика Р. С. Левенскольда, концертне виконання
- «Служниці», подруга Меркуціо (перша виконавиця), «Ромео і Джульєтта» (відновлення 1991 року), Леонід Лавровський, музика Сергія Прокоф'єва, Маріїнський театр
- Іспанська принцеса, «Лускунчик», Василя Вайнонена, музика Петра Чайковського, робота педагога Лідії Гончарової, Маріїнський театр, виконання (1989—1998)
- Сарацинський, Панадерос, «Раймонда», Маріуса Петіпа, музика Олександра Глазунова, педагог Елеонора Власова, Імперський балет, 1996—1998
- Есмеральда, Pas de six з балету «Есмеральда», М. Петіпа, музика Рікардо Дріґо, робота педагогів Тетяни Попко, Олегни Рябінкіної, ДЦКЗ «Росія», 1994—1996: В балетах Михайла Фокіна

- «Бачення Троянди» на музику Карла фон Вебера, партнер Андріс Лієпа, Маріїнський театр, педагог Ольга Ченчикова, (прем'єри 1990, 6 січня 1991, 1995), Маріїнський театр, зал «Росія»
- «Шопеніана» (в редакції Агріппіни Ваганової), Фредеріка Шопена, педагоги Ельвіра Кокоріна, Костянтин Сергєєв, ТетяниУдаленкова.

В балетах Касьяна Голейзовського
- Дівчина, «Половецькі танці» , Олександра Бородіна, робота Маріанни Сєдової, Імперський балет Токіо
- «Три настрої», Олександра Скрябіна, точне перенесення хореографії — Олени Черкаської, партнер Віктор Баранов; прем'єра на фестивалі балету Наталії Садовської на сцені Казанського театру
- Циганський , Валерія Желобинского, педагог Маріанна Сєдова, Імперський балет Токіо, 1997, 1998
- Танець басков з балету «Полум'я Парижа», на музику Бориса Асаф'єва, постановка Василя Вайнонена, педагоги Лідія Гончарова, Ірина Генслер, Георгій Коніщев, Вальдемар Корнєєв, Маріїнський театр, (прем'єри 1989, 1991): В балетах Моріса Бежара

- «Sissi, L Impératrice Autriche» (з Сільві Гіллем), костюми Джанні Версаче, музика Йогнанна Штрауса Valse de l’empereur[de],, Rudra Bejart Ballet, прем'єра відбулася в Театро де Ла Феніче
- «Le Mandarin Mervelleau» на музику Бела Бартока, Rudra Bejart Ballet[en], прем'єри в Metropol, Palais de Beaulieu[en], Лозанна
- «Mister C.», про Чарлі Чапліна (з Анною Чаплін) на музику Чарлі Чапліна, Rudra Bejart Ballet, Metropol

В балетах інших хореографів
- «Чорос», Ролан Петі, музика Ейтара Вілла-Лобоса, робота Габріели Комлевої, ВКЗ «Жовтневий», прем'єра на вечорі ОлегаСоколова
- «Качуча» (редакція для Ф. Ельслер, відновлення П'єра Лакотта), робота Габріели Комлевої, Маріїнський театр
- Матуся в балеті Олексія Ратманського «Збиті вершки» (фр. La crème fouettée) на музику Ріхарда Штрауса, прем'єра 1998 року відбулася у фінському театрі, Міккелі
- «Кабаре», Гоги Алексідзе на музику Бенджаміна Бріттена, ДЦКЗ «Росія», 1993—1997
- ВОНА в балеті Міші Ван Ука (Misha Van Hoecke) «Пілігрими» на музику Боба Ділана, КЗ «Жовтневий», Концертний зал Петра Чайковського, Флоренція, Піза, 2001
- «Айседора» — балет Миколи Андросова (1996, колонний зал)
- Постановка версії балету «Лускунчик» для Сінгапурського театру, 2004
- Участь у Гала-концерті в Сінгапурі номер на музику «Половецьких танців» Олександра Бородіна, в сучасному аранжуванні, 2006
- Письменник у виставі — балеті Г. О. Плісецької «Місто очима джазу», прем'єра 2007

## Фільмографія
- 1983 —"Мері Поппінс, до побачення". Режисер — Леонід Квініхідзе. — Джейн Бенкс — Художній фільм[13][14]
- 1992 — «Остання тарантела» — Фільм-балет Олександра Бєлінського — Ніна[15]
- 2006 — «Анна Кареніна». Режисер — Андрій Житинкін — княгиня Єлизавета Тверська (Бетсі)[16][17]

## Вистави та програми
- «Весь світ» — Автор і продюсер програм[18] (2003) та «Відродження покоління» (2000) в концертному залі «Росія».
- «Місто очима джазу» — Постановник вистави з Даніїлом Крамером.

## Дискографія
- Single «Blue Moon» (2008)[19]
- Betsi Jane «Dinner with Jazz» (2009)

## Концертні виступи
- «Small City» — музичний спектакль (живий звук), 2008, 2009
- Виступ у другій частині вечора «Зірки балету XXI століття» в Москві на сцені КДСа, (живий звук, прем'єра 26 жовтня, 2010)[20][21].

## Телевізійні передачі
Фільми та передачі, показані на телеканалах:
СТС, (Кіно в деталях, Ф. Бондарчук, А. Сергієнко), РЕН ТВ, ТВЦ, Культура, НТВ, Росія-1

## Фамільне древо
|  |  |  |  | Мендель Меєрович Плісецький (1869—1930) | Мендель Меєрович Плісецький (1869—1930) | Мендель Меєрович Плісецький (1869—1930) | Мендель Меєрович Плісецький (1869—1930) | Мендель Меєрович Плісецький (1869—1930) | Мендель Меєрович Плісецький (1869—1930) |  |  | Сіма Ізраілівна (Марковська) (1868—1939) | Сіма Ізраілівна (Марковська) (1868—1939) | Сіма Ізраілівна (Марковська) (1868—1939) | Сіма Ізраілівна (Марковська) (1868—1939) | Сіма Ізраілівна (Марковська) (1868—1939) | Сіма Ізраілівна (Марковська) (1868—1939) |  |  | Михайло Борисович Мессерер (1867—1942) | Михайло Борисович Мессерер (1867—1942) | Михайло Борисович Мессерер (1867—1942) | Михайло Борисович Мессерер (1867—1942) | Михайло Борисович Мессерер (1867—1942) | Михайло Борисович Мессерер (1867—1942) |  |  | Сіма Мойсеївна (Шабад) (1873—1929) | Сіма Мойсеївна (Шабад) (1873—1929) | Сіма Мойсеївна (Шабад) (1873—1929) | Сіма Мойсеївна (Шабад) (1873—1929) | Сіма Мойсеївна (Шабад) (1873—1929) | Сіма Мойсеївна (Шабад) (1873—1929) |  |  | Віктор Григорович Малеванський (1881—1923) | Віктор Григорович Малеванський (1881—1923) | Віктор Григорович Малеванський (1881—1923) | Віктор Григорович Малеванський (1881—1923) | Віктор Григорович Малеванський (1881—1923) | Віктор Григорович Малеванський (1881—1923) |  |  | Надія Леонтіївна Попова (1880) | Надія Леонтіївна Попова (1880) | Надія Леонтіївна Попова (1880) | Надія Леонтіївна Попова (1880) | Надія Леонтіївна Попова (1880) | Надія Леонтіївна Попова (1880) |
|  |  |  |  | Мендель Меєрович Плісецький (1869—1930) | Мендель Меєрович Плісецький (1869—1930) | Мендель Меєрович Плісецький (1869—1930) | Мендель Меєрович Плісецький (1869—1930) | Мендель Меєрович Плісецький (1869—1930) | Мендель Меєрович Плісецький (1869—1930) |  |  | Сіма Ізраілівна (Марковська) (1868—1939) | Сіма Ізраілівна (Марковська) (1868—1939) | Сіма Ізраілівна (Марковська) (1868—1939) | Сіма Ізраілівна (Марковська) (1868—1939) | Сіма Ізраілівна (Марковська) (1868—1939) | Сіма Ізраілівна (Марковська) (1868—1939) |  |  | Михайло Борисович Мессерер (1867—1942) | Михайло Борисович Мессерер (1867—1942) | Михайло Борисович Мессерер (1867—1942) | Михайло Борисович Мессерер (1867—1942) | Михайло Борисович Мессерер (1867—1942) | Михайло Борисович Мессерер (1867—1942) |  |  | Сіма Мойсеївна (Шабад) (1873—1929) | Сіма Мойсеївна (Шабад) (1873—1929) | Сіма Мойсеївна (Шабад) (1873—1929) | Сіма Мойсеївна (Шабад) (1873—1929) | Сіма Мойсеївна (Шабад) (1873—1929) | Сіма Мойсеївна (Шабад) (1873—1929) |  |  | Віктор Григорович Малеванський (1881—1923) | Віктор Григорович Малеванський (1881—1923) | Віктор Григорович Малеванський (1881—1923) | Віктор Григорович Малеванський (1881—1923) | Віктор Григорович Малеванський (1881—1923) | Віктор Григорович Малеванський (1881—1923) |  |  | Надія Леонтіївна Попова (1880) | Надія Леонтіївна Попова (1880) | Надія Леонтіївна Попова (1880) | Надія Леонтіївна Попова (1880) | Надія Леонтіївна Попова (1880) | Надія Леонтіївна Попова (1880) |
|  |  |  |  |                                         |                                         |                                         |                                         |                                         |                                         |  |  |                                          |                                          |                                          |                                          |                                          |                                          |  |  |                                        |                                        |                                        |                                        |                                        |                                        |  |  |                                    |                                    |                                    |                                    |                                    |                                    |  |  |                                            |                                            |                                            |                                            |                                            |                                            |  |  |                                |                                |                                |                                |                                |                                |
|  |  |  |  |                                         |                                         |                                         |                                         |                                         |                                         |  |  |                                          |                                          |                                          |                                          |                                          |                                          |  |  |                                        |                                        |                                        |                                        |                                        |                                        |  |  |                                    |                                    |                                    |                                    |                                    |                                    |  |  |                                            |                                            |                                            |                                            |                                            |                                            |  |  |                                |                                |                                |                                |                                |                                |
|  |  |  |  |                                         |                                         |                                         |                                         |                                         |                                         |  |  | Михайло Плісецький (1901—1938)           | Михайло Плісецький (1901—1938)           | Михайло Плісецький (1901—1938)           | Михайло Плісецький (1901—1938)           | Михайло Плісецький (1901—1938)           | Михайло Плісецький (1901—1938)           |  |  | Ра Мессерер (1902—1993)                | Ра Мессерер (1902—1993)                | Ра Мессерер (1902—1993)                | Ра Мессерер (1902—1993)                | Ра Мессерер (1902—1993)                | Ра Мессерер (1902—1993)                |  |  | Микола Якович Сєдов (1904—1973)    | Микола Якович Сєдов (1904—1973)    | Микола Якович Сєдов (1904—1973)    | Микола Якович Сєдов (1904—1973)    | Микола Якович Сєдов (1904—1973)    | Микола Якович Сєдов (1904—1973)    |  |  | Тамара Вікторівна Малеванська (1908—1981)  | Тамара Вікторівна Малеванська (1908—1981)  | Тамара Вікторівна Малеванська (1908—1981)  | Тамара Вікторівна Малеванська (1908—1981)  | Тамара Вікторівна Малеванська (1908—1981)  | Тамара Вікторівна Малеванська (1908—1981)  |  |  |                                |                                |                                |                                |                                |                                |
|  |  |  |  |                                         |                                         |                                         |                                         |                                         |                                         |  |  | Михайло Плісецький (1901—1938)           | Михайло Плісецький (1901—1938)           | Михайло Плісецький (1901—1938)           | Михайло Плісецький (1901—1938)           | Михайло Плісецький (1901—1938)           | Михайло Плісецький (1901—1938)           |  |  | Ра Мессерер (1902—1993)                | Ра Мессерер (1902—1993)                | Ра Мессерер (1902—1993)                | Ра Мессерер (1902—1993)                | Ра Мессерер (1902—1993)                | Ра Мессерер (1902—1993)                |  |  | Микола Якович Сєдов (1904—1973)    | Микола Якович Сєдов (1904—1973)    | Микола Якович Сєдов (1904—1973)    | Микола Якович Сєдов (1904—1973)    | Микола Якович Сєдов (1904—1973)    | Микола Якович Сєдов (1904—1973)    |  |  | Тамара Вікторівна Малеванська (1908—1981)  | Тамара Вікторівна Малеванська (1908—1981)  | Тамара Вікторівна Малеванська (1908—1981)  | Тамара Вікторівна Малеванська (1908—1981)  | Тамара Вікторівна Малеванська (1908—1981)  | Тамара Вікторівна Малеванська (1908—1981)  |  |  |                                |                                |                                |                                |                                |                                |
|  |  |  |  |                                         |                                         |                                         |                                         |                                         |                                         |  |  |                                          |                                          |                                          |                                          |                                          |                                          |  |  |                                        |                                        |                                        |                                        |                                        |                                        |  |  |                                    |                                    |                                    |                                    |                                    |                                    |  |  |                                            |                                            |                                            |                                            |                                            |                                            |  |  |                                |                                |                                |                                |                                |                                |
|  |  |  |  |                                         |                                         |                                         |                                         |                                         |                                         |  |  |                                          |                                          |                                          |                                          |                                          |                                          |  |  |                                        |                                        |                                        |                                        |                                        |                                        |  |  |                                    |                                    |                                    |                                    |                                    |                                    |  |  |                                            |                                            |                                            |                                            |                                            |                                            |  |  |                                |                                |                                |                                |                                |                                |
|  |  |  |  |                                         |                                         |                                         |                                         |                                         |                                         |  |  |                                          |                                          |                                          |                                          |                                          |                                          |  |  | Олександр Плісецький (1931—1985)       | Олександр Плісецький (1931—1985)       | Олександр Плісецький (1931—1985)       | Олександр Плісецький (1931—1985)       | Олександр Плісецький (1931—1985)       | Олександр Плісецький (1931—1985)       |  |  | Маріанна Сєдова (1946)             | Маріанна Сєдова (1946)             | Маріанна Сєдова (1946)             | Маріанна Сєдова (1946)             | Маріанна Сєдова (1946)             | Маріанна Сєдова (1946)             |  |  |                                            |                                            |                                            |                                            |                                            |                                            |  |  |                                |                                |                                |                                |                                |                                |
|  |  |  |  |                                         |                                         |                                         |                                         |                                         |                                         |  |  |                                          |                                          |                                          |                                          |                                          |                                          |  |  | Олександр Плісецький (1931—1985)       | Олександр Плісецький (1931—1985)       | Олександр Плісецький (1931—1985)       | Олександр Плісецький (1931—1985)       | Олександр Плісецький (1931—1985)       | Олександр Плісецький (1931—1985)       |  |  | Маріанна Сєдова (1946)             | Маріанна Сєдова (1946)             | Маріанна Сєдова (1946)             | Маріанна Сєдова (1946)             | Маріанна Сєдова (1946)             | Маріанна Сєдова (1946)             |  |  |                                            |                                            |                                            |                                            |                                            |                                            |  |  |                                |                                |                                |                                |                                |                                |
|  |  |  |  |                                         |                                         |                                         |                                         |                                         |                                         |  |  |                                          |                                          |                                          |                                          |                                          |                                          |  |  |                                        |                                        |                                        |                                        |                                        |                                        |  |  |                                    |                                    |                                    |                                    |                                    |                                    |  |  |                                            |                                            |                                            |                                            |                                            |                                            |  |  |                                |                                |                                |                                |                                |                                |
|  |  |  |  |                                         |                                         |                                         |                                         |                                         |                                         |  |  |                                          |                                          |                                          |                                          |                                          |                                          |  |  |                                        |                                        |                                        |                                        | Ганна Плісецька (1971)                 |                                        |  |  |                                    |                                    |                                    |                                    |                                    |                                    |  |  |                                            |                                            |                                            |                                            |                                            |                                            |  |  |                                |                                |                                |                                |                                |                                |